# Javier Estupiñán
Javier Estupiñán (Iscuandé, Nariño, Colombia; 8 de febrero de 1984) es un futbolista colombiano. Juega de delantero en el C. D. Atlético Junior de la Liga de Ascenso de Honduras.

## Trayectoria

### Deportivo Pasto
Debutó profesionalmente con este equipo en el año 2004 bajo la dirección técnica de Jairo Enríquez.

### Girardot
En 2006 es prestado al Girardot F. C. de la Categoría Primera B. 

### Deportivo Pasto
Ese mismo año regresa al Deportivo Pasto.

### Independiente del Valle
En 2008 es adquirido por el Independiente del Valle de Ecuador. 

### Patriotas
En 2010 pasó a jugar con el Patriotas F. C. de la Categoría Primera B. Su desempeño en este equipo fue excelente y terminó en el 8° puesto de la Tabla de Goleo de la Primera B 2010.

### Atlético Nacional
Sus excelentes actuaciones con el Patriotas le permitieron fichar por uno de los grandes del fútbol colombiano. Fue así que el 6 de agosto de 2010 se anunció su fichaje por el Atlético Nacional que en ese entonces dirigía José Fernando Santa. Hizo su debut con el Gigante Verdolaga el 10 de octubre de 2010 ante Cortuluá, ingresando en sustitución de Jairo Patiño, en un partido en el que Atlético Nacional se llevó la victoria 2-1 en el Estadio Atanasio Girardot de Medellín. Hizo parte de un excelente grupo de jugadores como Marcos Mondaini, Edwin Cardona, Dorlan Pabón, Víctor Ibarbo y Orlando Berrío entre otros.

### Deportivo Pasto
Para el año siguiente regresa por tercera vez al Deportivo Pasto, pero en junio de ese año renuncia al club.

### Chengdu Blades
A mediados de 2011 fichó por el Chengdu Blades de la Superliga China. Su traspaso rondó una cifra de 2.5 millones de dólares, pero el club descendió y Estupiñán rescindió su contrato.

### Patriotas
En 2012 regresa al Patriotas F. C., pero esta vez militando en la Categoría Primera A.

### Platense
Refuerza a este equipo para encarar el Clausura 2013 y termina siendo la figura del equipo. 

### Parrillas One
Un año después ficha por el Parrillas One junto a su compatriota Charles Córdoba.

### Terengganu
Durante el segundo semestre de 2014 tiene un breve y exótico paso por el Terengganu FA de la Super Liga de Malasia.

### Olimpia
El 26 de diciembre de 2014, el Club Deportivo Olimpia, hace oficial la contratación de Estupiñán para encarar el Clausura 2015 y los cuartos de final de la Concacaf Liga Campeones 2014-15.

### Motagua
El 16 de enero de 2018 se anunció su llegada al subcampeón Motagua, firmando contrato de 12 meses.

## Clubes
| Club                    | País     | Año             |
| ----------------------- | -------- | --------------- |
| Deportivo Pasto         | Colombia | 2004 - 2005     |
| Girardot                | Colombia | 2006            |
| Deportivo Pasto         | Colombia | 2007            |
| Independiente del Valle | Ecuador  | 2008            |
| Patriotas Boyacá        | Colombia | 2010            |
| Atlético Nacional       | Colombia | 2010            |
| Deportivo Pasto         | Colombia | 2011            |
| Chengdu Blades          | China    | 2011            |
| Patriotas Boyacá        | Colombia | 2012            |
| Platense                | Honduras | 2013            |
| Parrillas One           | Honduras | 2014            |
| Terengganu FA           | Malasia  | 2014            |
| Olimpia                 | Honduras | 2015 - 2017     |
| Motagua                 | Honduras | 2018            |
| Juticalpa               | Honduras | 2019            |
| Real Sociedad           | Honduras | 2019 - 2020     |
| Parrillas One           | Honduras | 2020            |
| Broncos                 | Honduras | 2021            |
| Atlético Junior         | Honduras | 2022 - Presente |

## Estadísticas
- Fuente: Fichajes.com

| Deportivo Pasto · Colombia | 1.ª           | 2004-05       | 11  | 0  | 0  | 0 | 0  | 0 | 11  | 0  | 0,00 |
| Deportivo Pasto · Colombia | Total club    | Total club    | 11  | 0  | 0  | 0 | 0  | 0 | 11  | 0  | 0,00 |
| Girardot F. C. · Colombia | 2.ª           | 2006          | 13  | 3  | 0  | 0 | 0  | 0 | 13  | 3  | 0,23 |
| Girardot F. C. · Colombia | Total club    | Total club    | 13  | 3  | 0  | 0 | 0  | 0 | 13  | 3  | 0,23 |
| Deportivo Pasto · Colombia | 1.ª           | 2006-07       | 14  | 0  | 0  | 0 | 0  | 0 | 14  | 0  | 0,00 |
| Deportivo Pasto · Colombia | Total club    | Total club    | 14  | 0  | 0  | 0 | 0  | 0 | 14  | 0  | 0,00 |
| Independiente del Valle · Ecuador | 2.ª           | 2008          | 30  | 5  | 0  | 0 | 0  | 0 | 30  | 5  | 0,17 |
| Independiente del Valle · Ecuador | Total club    | Total club    | 30  | 5  | 0  | 0 | 0  | 0 | 30  | 5  | 0,17 |
| Patriotas F. C. · Colombia | 2.ª           | 2010          | 19  | 12 | 0  | 0 | 0  | 0 | 19  | 12 | 0,63 |
| Patriotas F. C. · Colombia | Total club    | Total club    | 19  | 12 | 0  | 0 | 0  | 0 | 19  | 12 | 0,63 |
| Atlético Nacional · Colombia | 1.ª           | 2010          | 4   | 0  | 0  | 0 | 0  | 0 | 4   | 0  | 0,00 |
| Atlético Nacional · Colombia | Total club    | Total club    | 4   | 0  | 0  | 0 | 0  | 0 | 4   | 0  | 0,00 |
| Deportivo Pasto · Colombia | 2.ª           | 2011          | 15  | 2  | 6  | 1 | 0  | 0 | 21  | 3  | 0,14 |
| Deportivo Pasto · Colombia | Total club    | Total club    | 15  | 2  | 6  | 1 | 0  | 0 | 21  | 3  | 0,14 |
| Chengdu Blades China | 1.ª           | 2011          | 16  | 3  | 0  | 0 | 0  | 0 | 16  | 3  | 0,19 |
| Chengdu Blades China | Total club    | Total club    | 16  | 3  | 0  | 0 | 0  | 0 | 16  | 3  | 0,19 |
| Patriotas F. C. · Colombia | 1.ª           | 2012          | 13  | 1  | 6  | 1 | 0  | 0 | 19  | 2  | 0,11 |
| Patriotas F. C. · Colombia | Total club    | Total club    | 13  | 1  | 6  | 1 | 0  | 0 | 19  | 2  | 0,11 |
| Platense F. C. Honduras | 1.ª           | 2012-13       | 19  | 12 | 0  | 0 | 0  | 0 | 19  | 12 | 0,63 |
| Platense F. C. Honduras | 1.ª           | 2013-14       | 18  | 8  | 0  | 0 | 0  | 0 | 18  | 8  | 0,45 |
| Platense F. C. Honduras | Total club    | Total club    | 37  | 20 | 0  | 0 | 0  | 0 | 37  | 20 | 0,54 |
| Parrillas One Honduras | 1.ª           | 2013-14       | 17  | 8  | 0  | 0 | 0  | 0 | 17  | 8  | 0,47 |
| Parrillas One Honduras | Total club    | Total club    | 17  | 8  | 0  | 0 | 0  | 0 | 17  | 8  | 0,47 |
| Terengganu FA Malasia | 1.ª           | 2014          | 5   | 2  | 0  | 0 | 0  | 0 | 5   | 2  | 0,40 |
| Terengganu FA Malasia | Total club    | Total club    | 5   | 2  | 0  | 0 | 0  | 0 | 5   | 2  | 0,40 |
| Olimpia Honduras | 1.ª           | 2014-15       | 20  | 6  | 0  | 0 | 2  | 1 | 20  | 6  | 0,30 |
| Olimpia Honduras | 1.ª           | 2015-16       | 15  | 7  | 0  | 0 | 4  | 0 | 19  | 7  | 0,37 |
| Olimpia Honduras | 1.ª           | 2016-17       | 25  | 13 | 0  | 0 | 3  | 1 | 28  | 14 | 0,50 |
| Olimpia Honduras | 1.ª           | 2017          | 13  | 4  | 0  | 0 | 5  | 0 | 18  | 4  | 0,0  |
| Olimpia Honduras | Total club    | Total club    | 65  | 26 | 0  | 0 | 14 | 2 | 80  | 28 | 0,39 |
| Motagua Honduras | 1.ª           | 2018          | 17  | 4  | 0  | 0 | 1  | 0 | 18  | 4  | 0,22 |
| Motagua Honduras | 1.ª           | 2018-19       | 15  | 3  | 0  | 0 | 6  | 0 | 21  | 3  | 0,14 |
| Motagua Honduras | Total club    | Total club    | 32  | 8  | 0  | 0 | 7  | 0 | 39  | 8  | 0,21 |
| Juticalpa FC Honduras | 1.ª           | 2018-19       | 18  | 4  | 0  | 0 | 0  | 0 | 18  | 4  | 0,22 |
| Juticalpa FC Honduras | Total club    | Total club    | 18  | 4  | 0  | 0 | 0  | 0 | 18  | 4  | 0,22 |
| Total carrera | Total carrera | Total carrera | 309 | 89 | 12 | 2 | 21 | 2 | 342 | 93 | 0,27 |
| (1) Incluye datos de la Copa Colombia (2011 y 2012). (2) Incluye datos de la Concacaf Liga Campeones (2014-15 y 2015-16). (3) Media de goles por encuentro. No incluye goles en partidos amistosos. |               |               |     |    |    |   |    |   |     |    |      |

## Palmarés

### Campeonatos nacionales
| Título                    | Club    | País     | Año  |
| ------------------------- | ------- | -------- | ---- |
| Copa de Honduras          | Olimpia | Honduras | 2015 |
| Liga Nacional de Honduras | Olimpia | Honduras | 2015 |
| Liga Nacional de Honduras | Olimpia | Honduras | 2016 |